# Iljoesjin

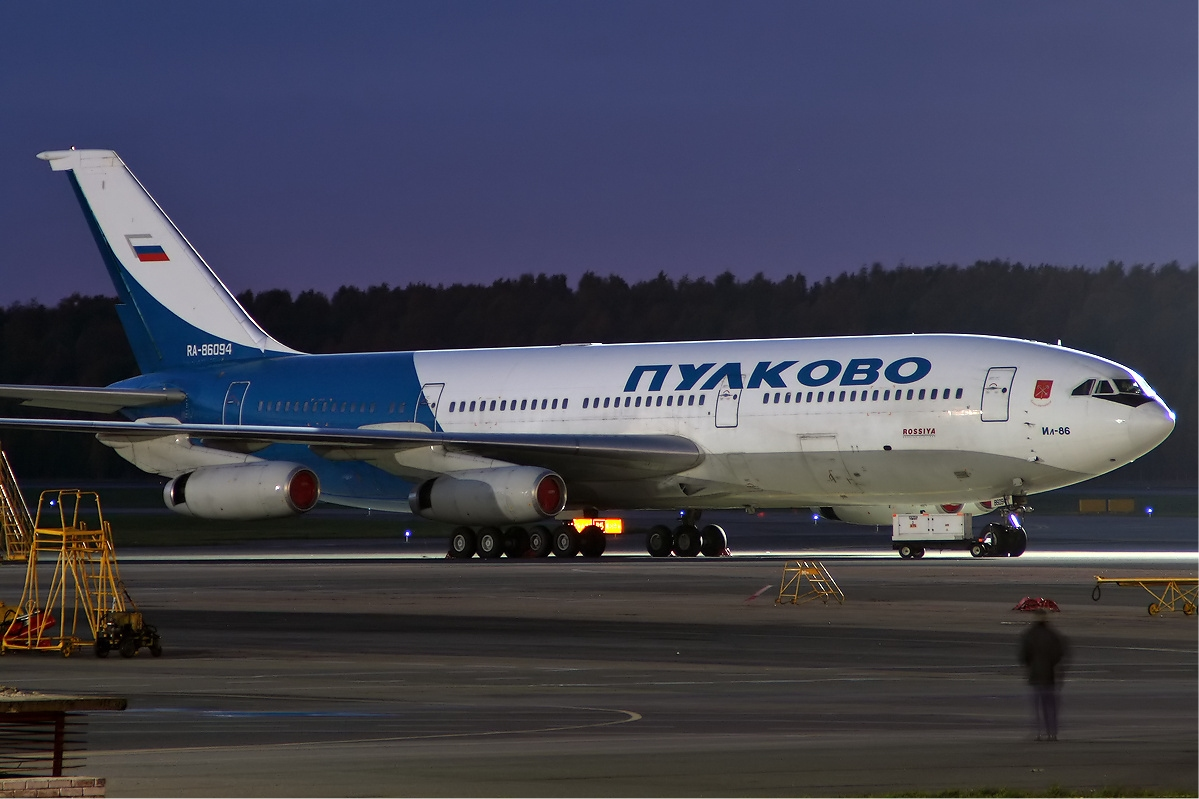
De Iljoesjin Il-86, het grootste door Iljoesjin geproduceerde toestel

Iljoesjin (Russisch: Ильюшин) is een Russische vliegtuigbouwer, voortgekomen uit het Vliegtuigontwerpbureau opgericht door Sergej Iljoesjin. Iljoesjin heeft in de loop der jaren veel verschillende soorten vliegtuigen voor uiteenlopende taken gebouwd. In 2005 maakte de Russische regering bekend dat het plannen heeft om Iljoesjin samen te voegen met de andere Russische vliegtuigbouwers Mikoyan, Irkoet, Soechoj, Toepolev en Jakovlev om zo de concurrentiepositie tegenover Airbus en Boeing te verbeteren. Dit nieuwe concern heet United Aircraft Corporation.
Il-2 · Il-4 · Il-10 · Il-12 · Il-14 · Il-18 · Il-20 · Il-28 · Il-38 · Il-40 · Il-62 · Il-76 · Il-78 · Il-80 · Il-86 · Il-96 · Il-103 · Il-114
AD-Y · Antonov · Archangelski · Beriev · Grigorovitsj · Iljoesjin · Kamov · Lavotsjkin · Mikojan · Mil · Mjasisjtsjev · Petljakov · Polikarpov · Rostvertol · Soechoj · Toepolev · Vedenejev · Jakovlev · Jermolajev

Conglomeraties van twee of meer van bovenstaande bedrijven: Oboronprom · United Aircraft Building Corporation